# Parque Metropolitano de Santiago
O Parque Metropolitano de Santiago é um parque urbano em Santiago, Chile, e tem aproximadamente 737 hectares, que o convertem no parque urbano mais extenso de Latinoamérica e quarto maior do mundo.
O parque foi criado em abril de 1966, ao incorporar o Zoológico Nacional e os serviços do cerro San Cristóbal, e sua administração depende do Ministério de Habitação e Urbanismo.

## História

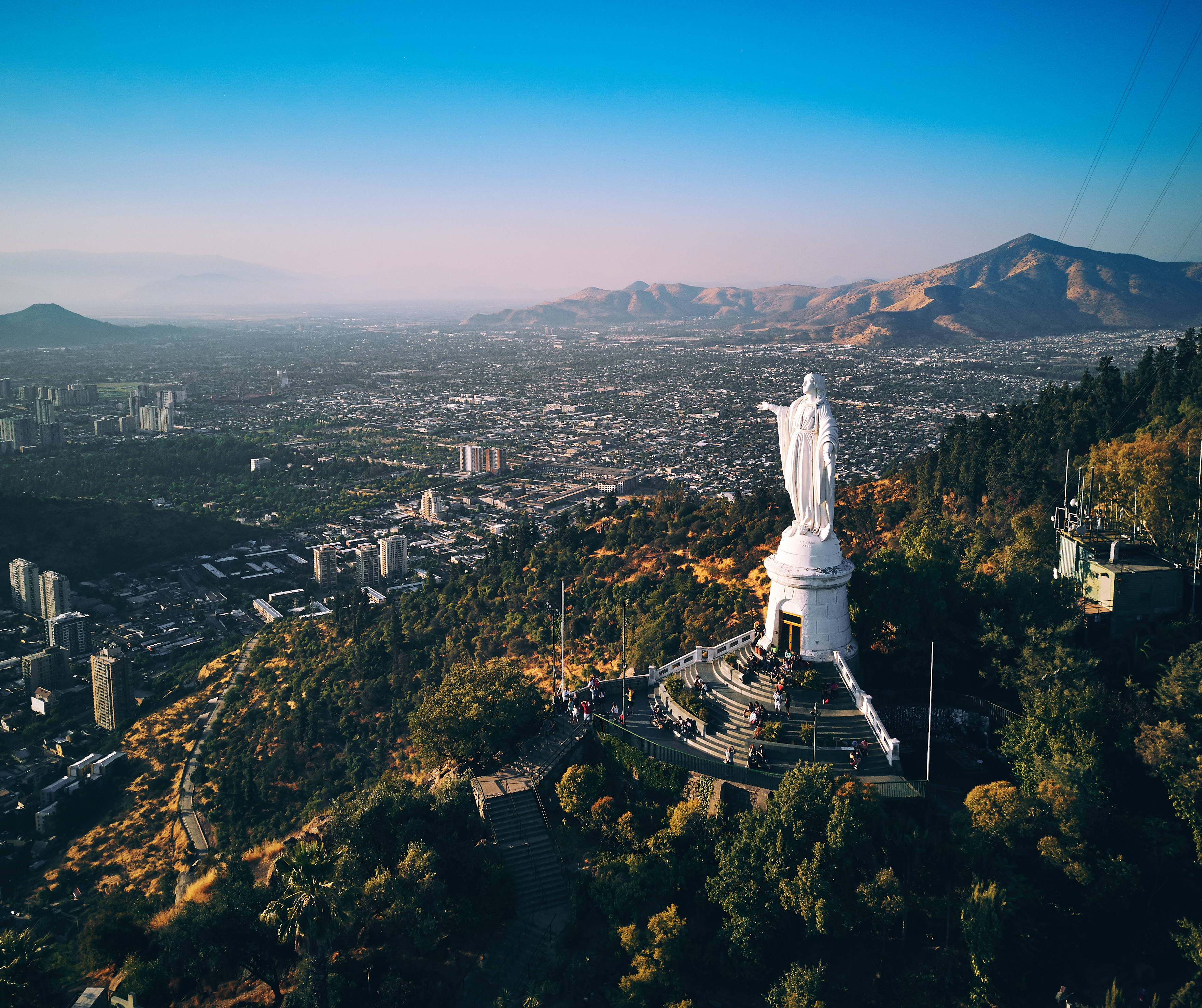
Estátua da Virgen María na cimeira do cerro San Cristóbal.

O cerro San Cristóbal começou a ser usado em 1903 com a instalação do Observatório Astronómico Mills, chamado actualmente «Manuel Foster», gémeo do Observatório Astronómico Lick da Universidade de Califórnia.
Em 1916, iniciou-se uma campanha liderada pelo intendente de Santiago, Alberto Mackenna Subercaseaux, e o senador Pedro Bannen, que buscava transformar o cerro San Cristobal num parque público. No 28 de setembro de 1917, publicou-se no Diário Oficial a lei 3295, que autorizou o presidente Juan Luis Sanfuentes a aceitar doações, comprar ou expropiar os terrenos localizados entre o Bosque Santiago e o Cerro San Cristóbal. Esses terrenos foram declarados de utilidade pública e estabeleceram as bases para a formação do futuro parque.
O então intendente de Santiago, Pablo Urzúa, tomou posse oficialmente dos terrenos do Parque o 17 de junho de 1918. No entanto, foi sob o período do intendente Alberto Mackenna, entre 1921 e 1927, que se realizaram as obras de remodelação e habilitação do cerro para seu uso público.
A lei 16464, publicada no Diário Oficial o 25 de abril de 1966, criou oficialmente a denominação de "Parque Metropolitano de Santiago" ao refundir os serviços do Cerro San Cristóbal e o Jardim Zoológico Nacional. Em 26 de agosto desse mesmo ano, foi-lhe outorgada a personalidade jurídica, e em 24 de novembro, sua administração foi traspassada ao Ministério de Habitação e Urbanismo.
A lei 16464, publicada no Diário Oficial em 25 de abril de 1966, criou oficialmente a denominação de 'Parque Metropolitano de Santiago' ao fundir os serviços do Cerro San Cristóbal e do Jardim Zoológico Nacional. Em 26 de agosto desse mesmo ano, foi-lhe outorgada a personalidade jurídica, e em 24 de novembro, sua administração foi transferida ao Ministério de Habitação e Urbanismo — que anteriormente pertencia ao Ministério do Interior.
Em 16 de abril de 1972, foi inaugurada a Enoteca, localizada no setor Tupahue, que contava com um zócalo com sala de degustação de vinhos, um recinto de exposição e um escritório de vendas.

## Atractivos

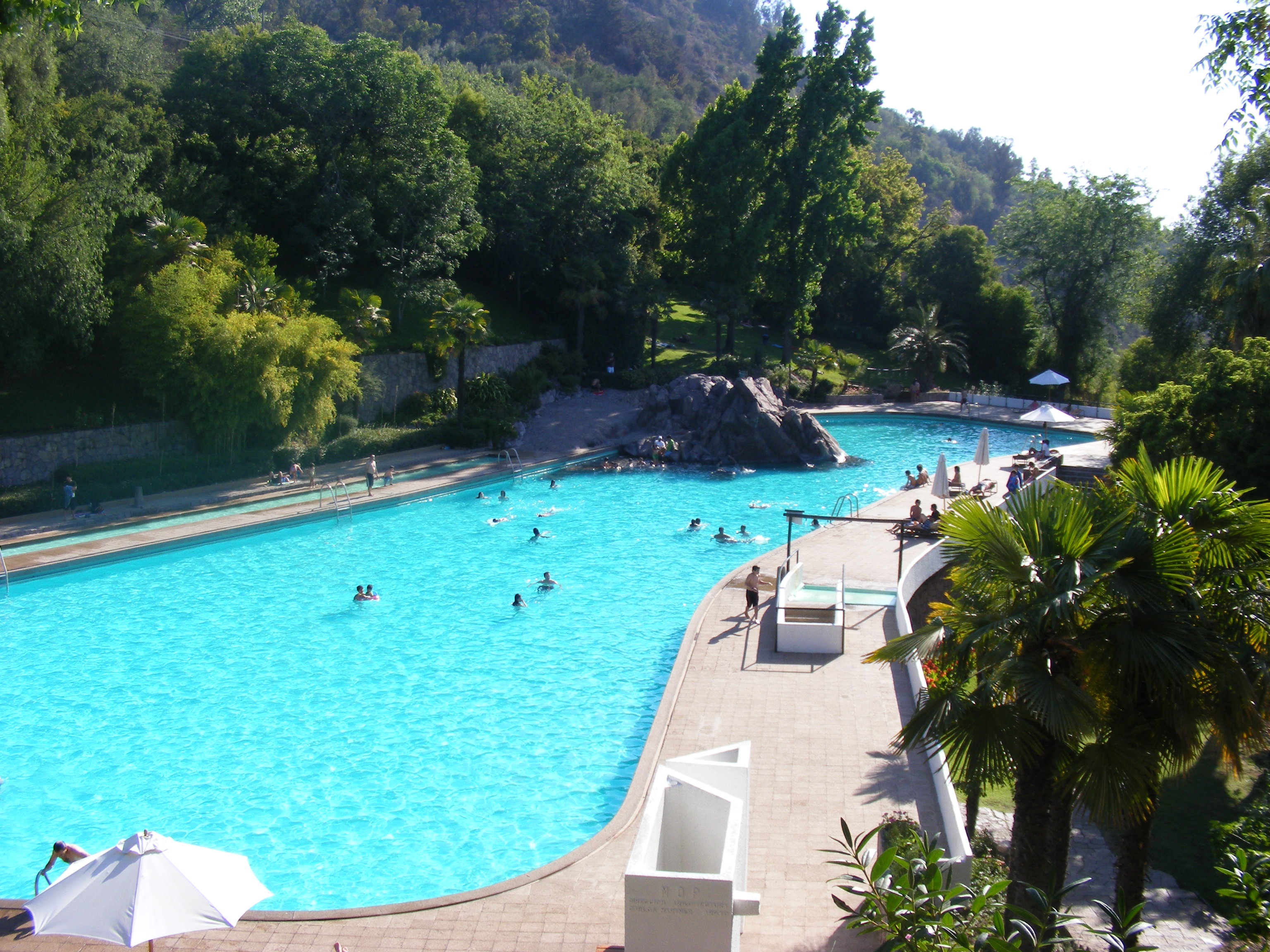
Piscina do cerro Tupahue.

O Parque conta com dois piscinas ao ar livre: 
A piscina Tupahue foi inaugurada em 28 de dezembro de 1966, no cerro Chacarillas, onde antigamente havia uma cantera. Rodeada de abundante vegetação, destaca-se um mural de pedra da pintora chilena María Martner e o mexicano Juan Ou'Gorman. A piscina mede 82 metros de comprimento por 25 metros de largura, e é possível chegar a ela de teleférico a partir da estação Tupahue.
A piscina Antilén começou a funcionar o 10 de janeiro de 1971, sob o nome de Chacarillas e foi reinaugurada com seu nome atual em 28 de dezembro de 1976. Ela se encontra no cume do cerro Chacarillas, o que permite uma vista panorâmica de 360° da cidade. A piscina mede 92 metros de comprimento por 25 metros de largura.
Asemesmo, o teleférico foi inaugurado em 1980 e leva desde a estação Oásis na base do cerro no bairro Pedro de Valdivia Norte até a estação cimeira em 20 minutos, passando pela estação intermediária Tupahue. Nesta encontra-se a piscina do mesmo nome, o Jardim Botánico Mapulemu e o restaurante Caminho Real.
O funicular, que data de 1925, está declarado Monumento Nacional. É passeio obrigado de turistas e santiaguinos o fim de semana. Conta com duas estações uma para visitar o Zoológico e outro para atingir a cimeira. O edifício da boletería e os terraços foi desenhado pelo arquitecto Luciano Kulczewski.